# Lucas Greenwood
Lucas James „Luc“ Greenwood (* 11. Oktober 1988 in Toronto, Ontario) ist ein professioneller kanadischer Pokerspieler. Er gewann 2017 das High Roller des PokerStars Caribbean Adventures, 2020 ein Turnier der Australian Poker Open sowie 2023 ein Event der Triton Poker Series.

## Familie
Greenwoods eineiiger Zwillingsbruder Sam sowie ihr älterer Bruder Max sind ebenfalls professionelle Pokerspieler und jeweils Braceletgewinner der World Series of Poker. Greenwood lebt in Toronto.

## Pokerkarriere
Greenwood spielt seit November 2006 online unter dem Nickname yrwthmelthr. Seine erspielten Preisgelder in Online-Pokerturnieren liegen bei mehr als 4,5 Millionen US-Dollar, wobei der Großteil von über 4 Millionen US-Dollar auf der Plattform PokerStars gewonnen wurde. Sein bislang höchstes Online-Preisgeld sicherte sich der Kanadier im November 2020 für einen Turniersieg auf PokerStars, der mit knapp 200.000 US-Dollar dotiert war.
Seine erste Geldplatzierung bei einem Live-Turnier erzielte Greenwood im März 2008 in Calgary. Anfang Januar 2010 belegte er beim Main Event des PokerStars Caribbean Adventures auf den Bahamas den mit 75.000 US-Dollar dotierten 21. Platz. Im Juni 2010 war er erstmals bei der World Series of Poker im Rio All-Suite Hotel and Casino am Las Vegas Strip erfolgreich und kam bei zwei Turnieren der Variante No Limit Hold’em in die Geldränge. Mitte Dezember 2015 wurde der Kanadier beim High Roller der European Poker Tour (EPT) in Prag 13. und erhielt rund 45.000 Euro. Im Januar 2017 gewann er das High-Roller-Event der ersten Austragung der PokerStars Championship. Dafür setzte er sich auf den Bahamas gegen 120 andere Spieler durch und sicherte sich knapp 780.000 US-Dollar. Ende August 2017 wurde Greenwood bei einem Turnier im Rahmen der PSC in Barcelona Vierter und erhielt knapp 170.000 Euro. Im März 2018 belegte er bei einem eintägigen High Roller der Asia Pacific Poker Tour in Macau den dritten Platz, der mit umgerechnet über 150.000 US-Dollar prämiert war. Mitte Dezember 2018 wurde der Kanadier beim EPT Super High Roller in Prag Fünfter und erhielt mehr als 170.000 Euro. Anfang August 2019 belegte er bei einem Turnier der Triton Poker Series in London den zweiten Platz und sicherte sich umgerechnet knapp 570.000 US-Dollar. Drei Wochen später wurde Greenwood bei der EPT in Barcelona Sechster beim Super High Roller und Vierter bei einem eintägigen High-Roller-Event und erhielt Preisgelder von knapp 750.000 Euro. Im Januar 2020 gewann der Kanadier das sechste Event der Australian Poker Open in Gold Coast mit einer Siegprämie von 700.000 Australischen Dollar. Zwei Monate später beendete er das vierte Turnier der partypoker Live Millions Super High Roller Series in Sotschi auf dem mit knapp 340.000 US-Dollar dotierten dritten Rang. Ende Juli 2023 entschied Greenwood die GGMillion$ Live bei der Triton Series in London für sich und wurde mit seiner bislang höchsten Auszahlung von knapp 900.000 US-Dollar prämiert.
Insgesamt hat sich Greenwood mit Poker bei Live-Turnieren mehr als 6 Millionen US-Dollar erspielt.